# Genesis GV80
Genesis GV80 — роскошный кроссовер среднего размера, производимый и продаваемый компанией Genesis, люксовым подразделением Hyundai Motors.

## История

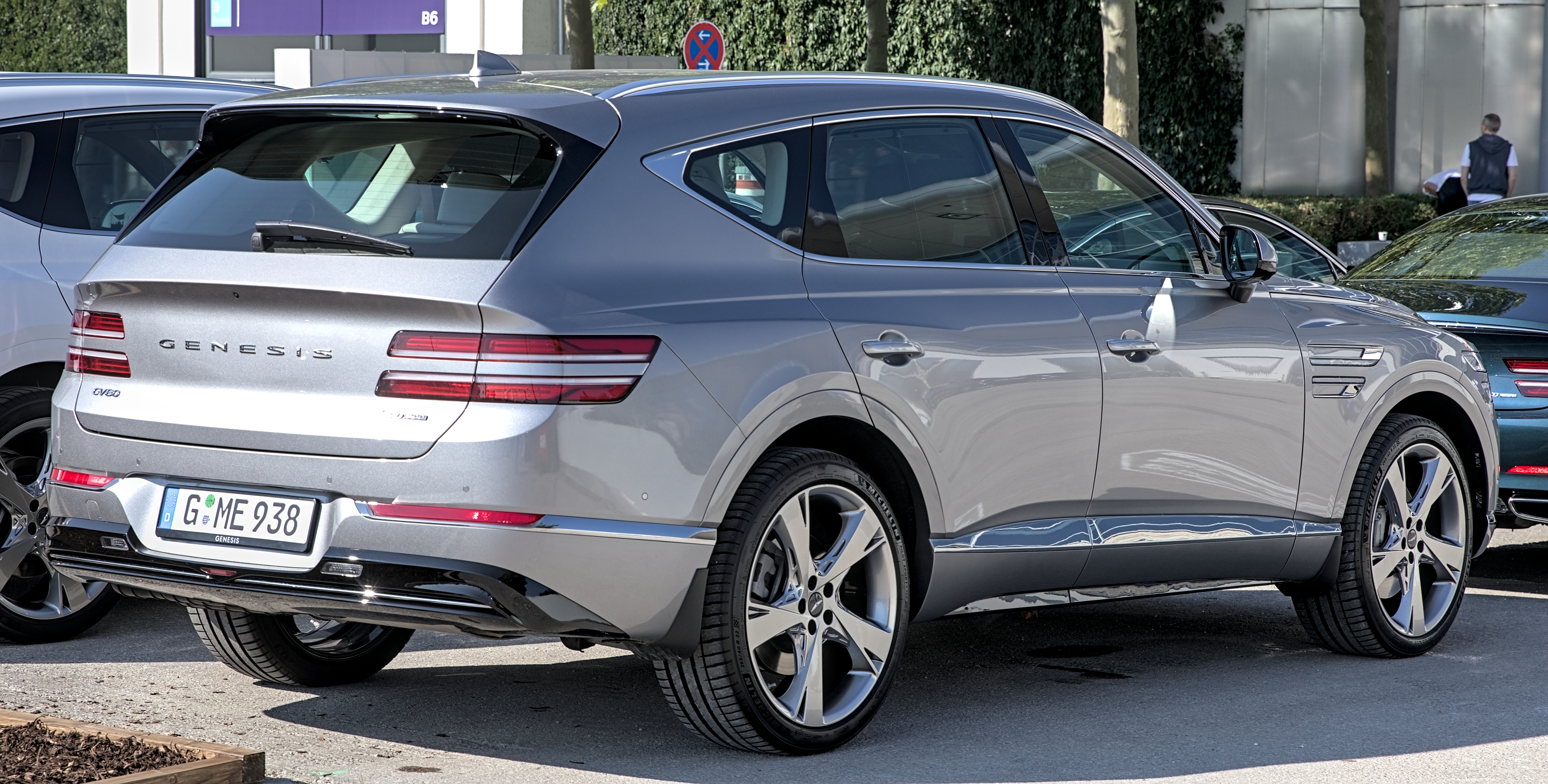
Вид сзади

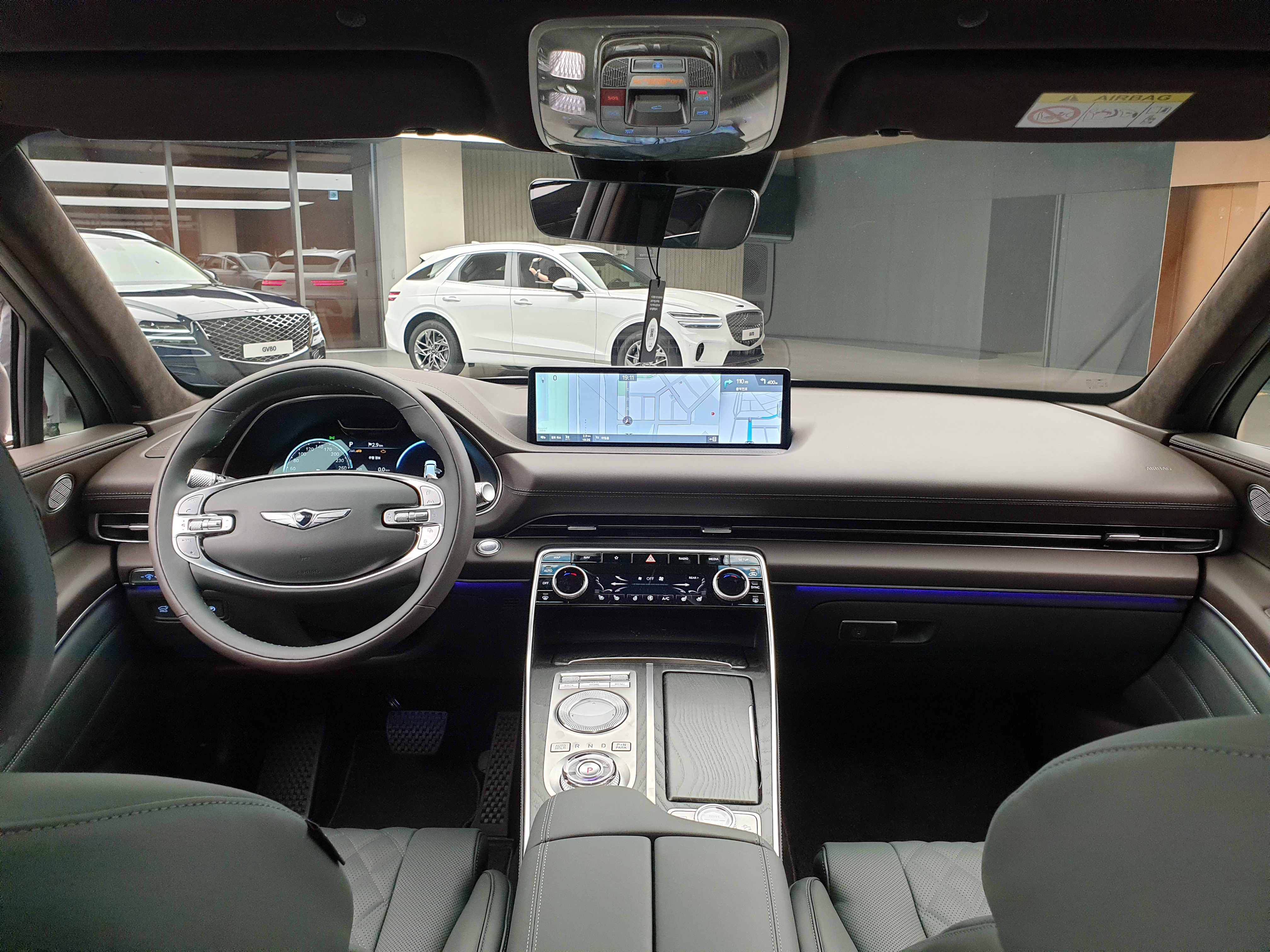
Интерьер

Автомобиль Genesis GV80 под кодовым названием JX1 был опубликован в 3D в октябре 2019 года и официально представлен в январе 2020 года как первый внедорожник бренда Genesis. Это совместная работа команд дизайнеров Genesis в Корее, Европе и США. Автомобиль построен на новой заднеприводной архитектуре, двери, капот и задняя дверь изготовлены из алюминия.
GV80 доступен с тремя силовыми агрегатами: 2,5-литровый агрегат с турбонаддувом мощностью 304 л.с. (224 кВт; 300 л.с.), 3,5-литровый агрегат с турбонаддувом мощностью 380 л.с. (279 кВт; 375 л.с.) и 3,0-литровый дизельный двигатель с турбонаддувом. Мощность 278 л.с. (204 кВт; 274 л.с.), которая будет доступна только на некоторых рынках. Все двигатели относятся к семейству Smartstream.
Автомобиль оснащён интеллектуальным круиз-контролем на основе навигации (ASCC), системой удалённой интеллектуальной помощи при парковке, цифровым ключом NFC, монитором кругового обзора (AVM), 22-дюймовыми колёсами, кожаными сиденьями Nappa, 14,5-дюймовым сенсорным информационно-развлекательным дисплеем, аудиосистемой Lexicon с 21 динамиками, боковымм шторками с электроприводом и управляемыми водителем сиденьями второго и третьего ряда.
Система безопасности включает в себя десять подушек безопасности, помощь в предотвращении столкновений вперёд и при парковке задним ходом, предупреждение о внимании водителя, помощь в предотвращении столкновений в слепых зонах, автоматическую помощь дальнему свету и помощь в удержании полосы движения (LKAS).

### GV80 Concept
GV80 Concept был представлен автомобилем, оснащённым электрической трансмиссией и водородным топливным элементом, который дебютировал на Нью-Йоркском международном автосалоне в 2017 году. Концепт GV80 был разработан Люком Донкерволке как его первый проект для марки после того, как он переехал из Bentley. Hyundai приостановила разработку водородных автомобилей в 2021 году.

### Рестайлинг
Обновлённый GV80 был представлен 27 сентября 2023 года и поступил в продажу в Южной Корее 11 октября 2023 года. Изменения включают изменённый дизайн фар, передней решётки, колёс, климат-контроля и центральной консоли. Новый 27-дюймовый OLED-экран заменил 12,3-дюймовую приборную панель и 14,5-дюймовый информационно-развлекательный экран на два 14,6-дюймовых сенсорных экрана для задних пассажиров. Аудиосистема Lexicon также была заменена на аудиосистему Bang & Olufsen.

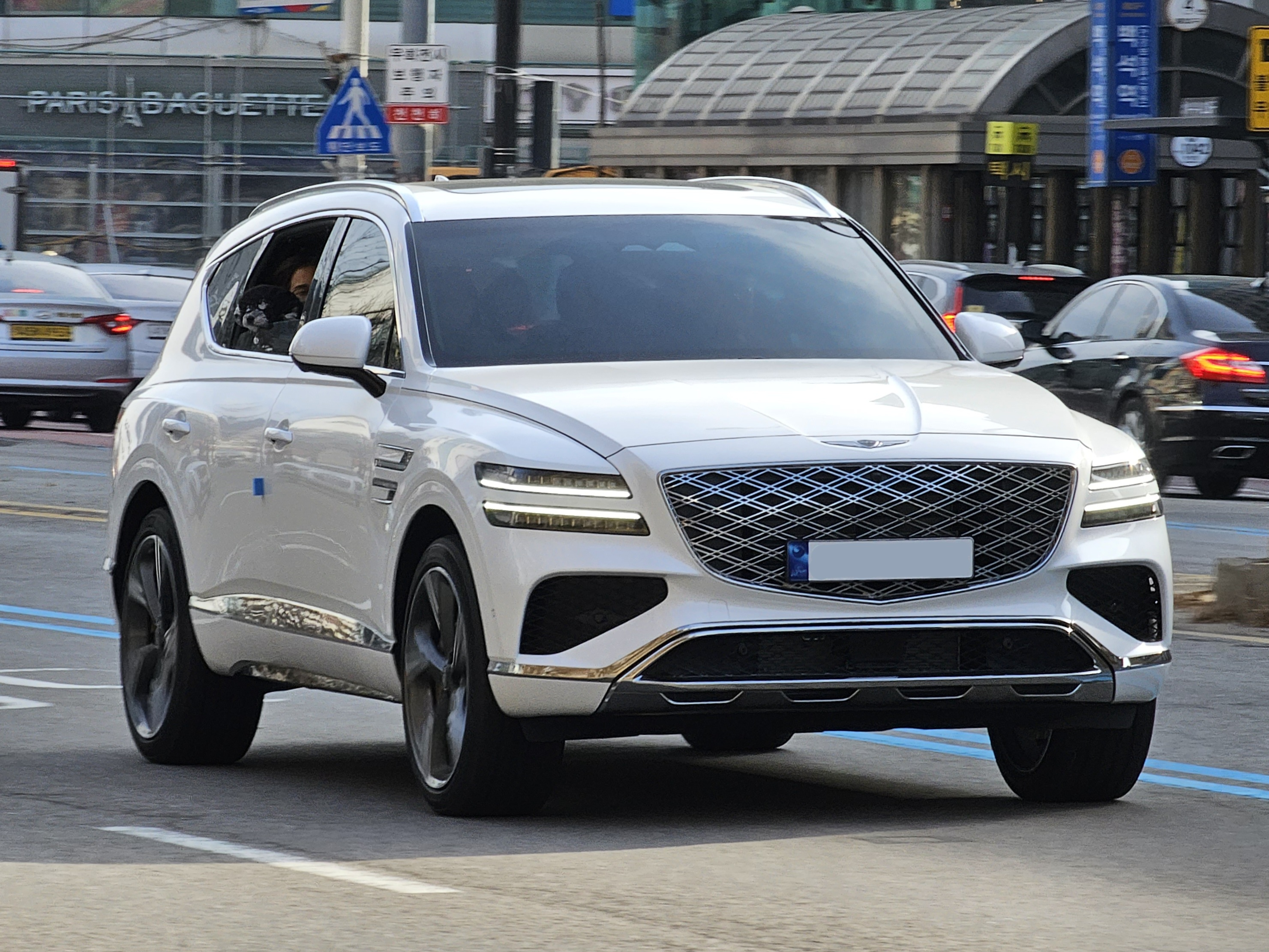
Рестайлинг
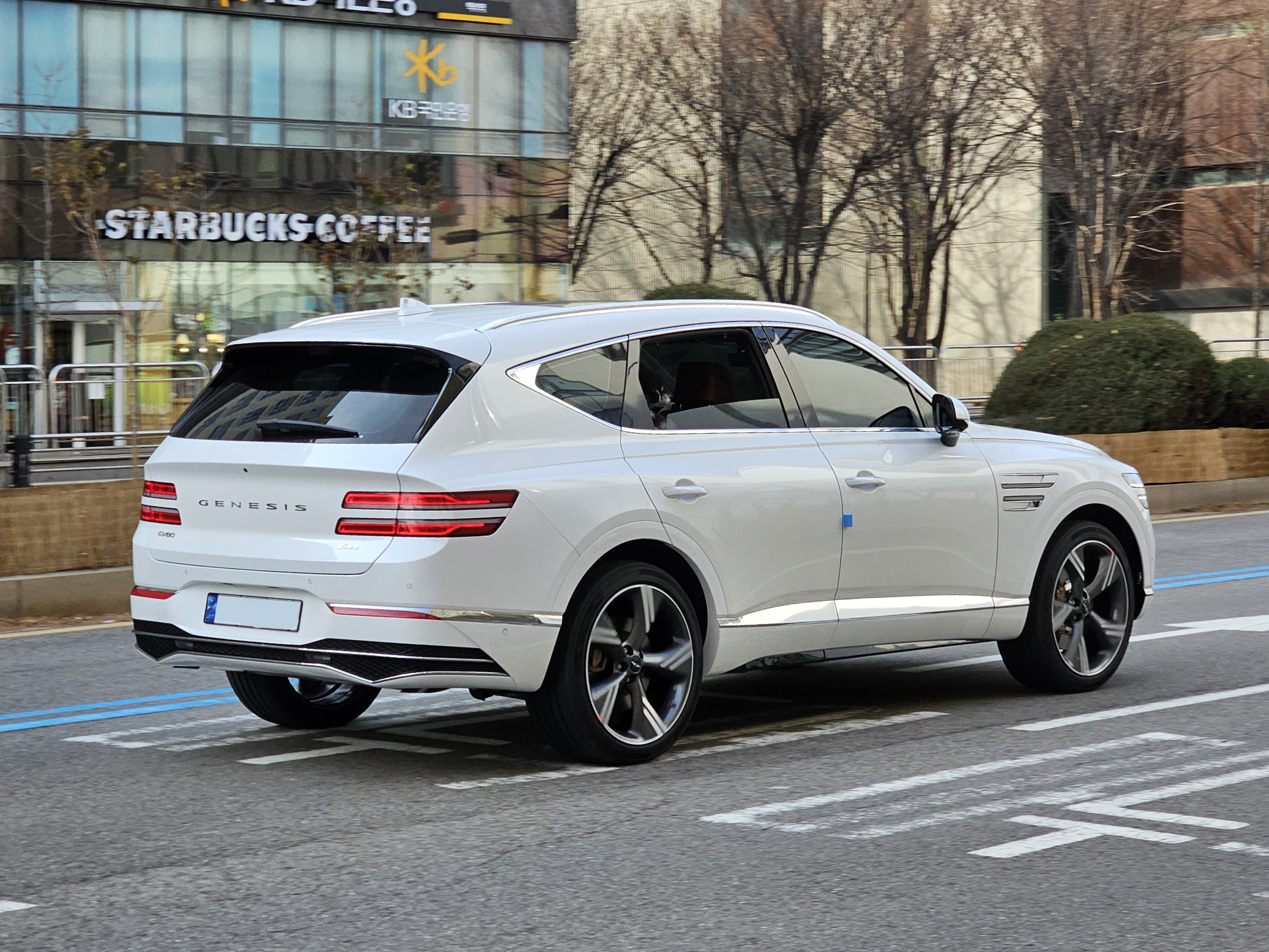
Вид сзади
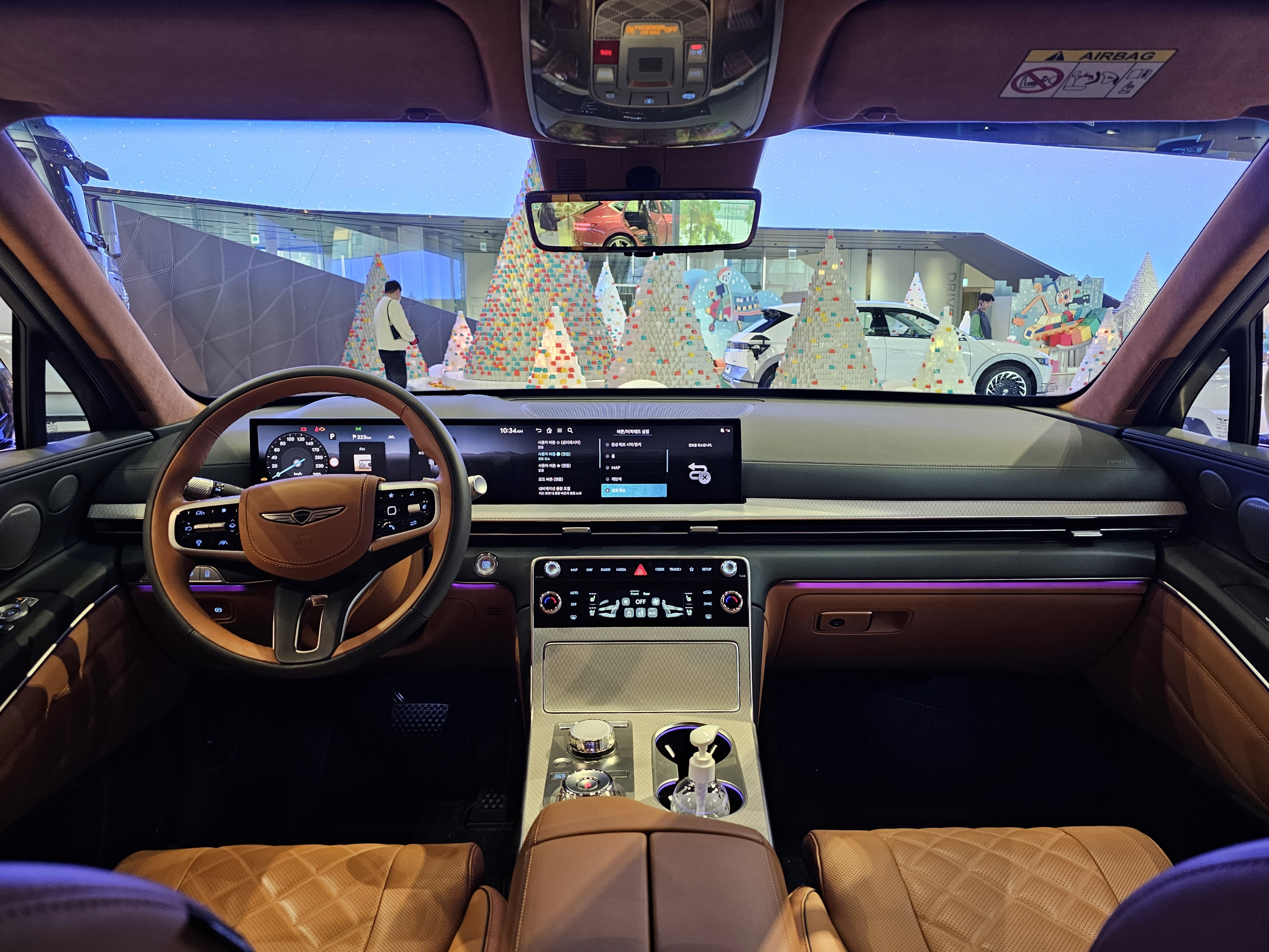
Интерьер

### GV80 Coupe
Модель GV80 Coupe была представлена 27 сентября 2023 года и поступила в продажу в Южной Корее 11 октября 2023 года. Она основана на обновлённом GV80 с некоторыми изменениями, такими как линия крыши в стиле купе, изменённый дизайн переднего бампера и решётки радиатора, рулевое колесо со скошенной нижней частью и салон из углеродного волокна. В комплектациях GV80 Coupe также может быть установлен дополнительный более мощный 3,5-литровый двигатель с турбонаддувом, к которому добавляется электрический нагнетатель на 48 В.

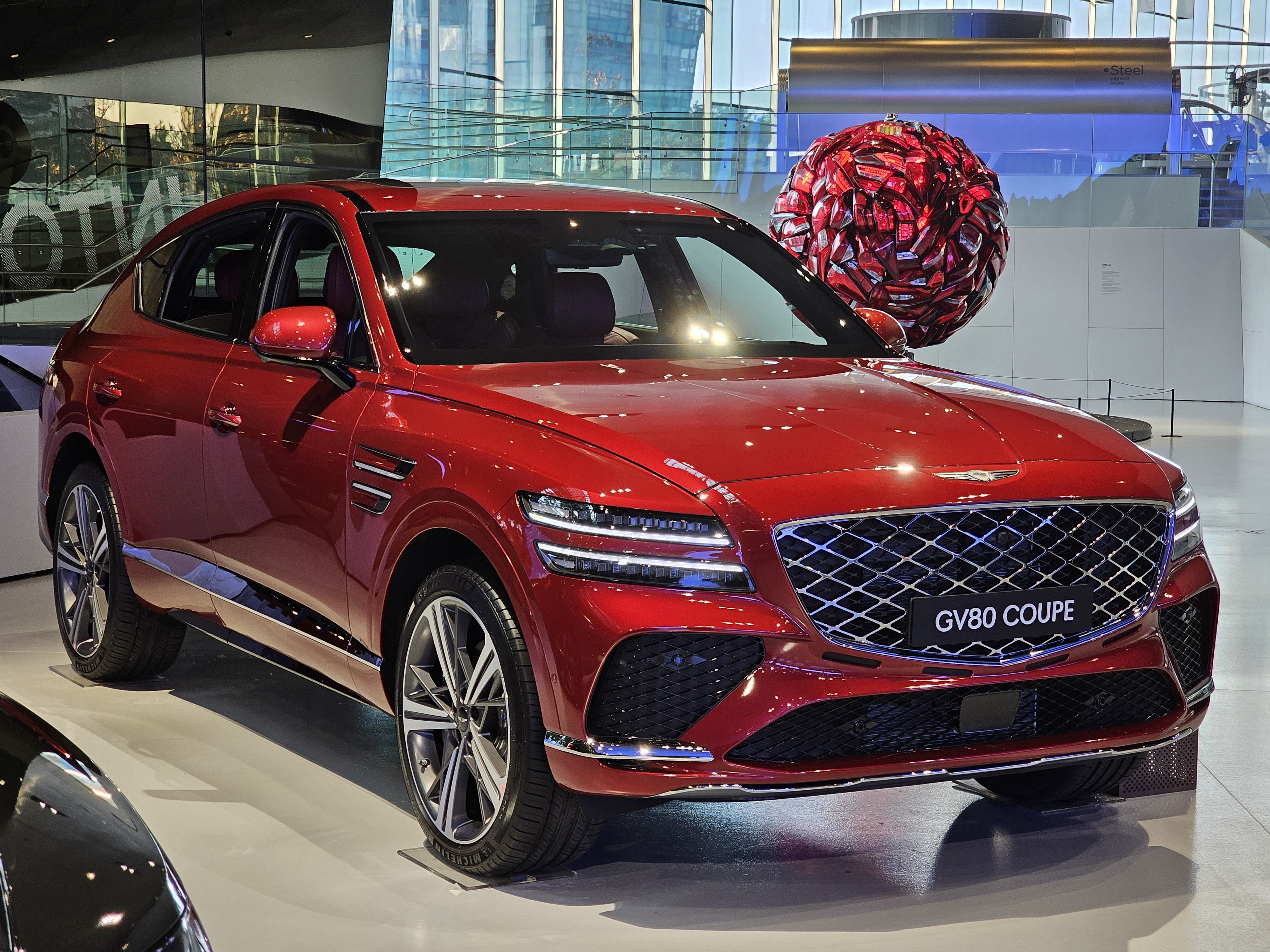
Вид спереди
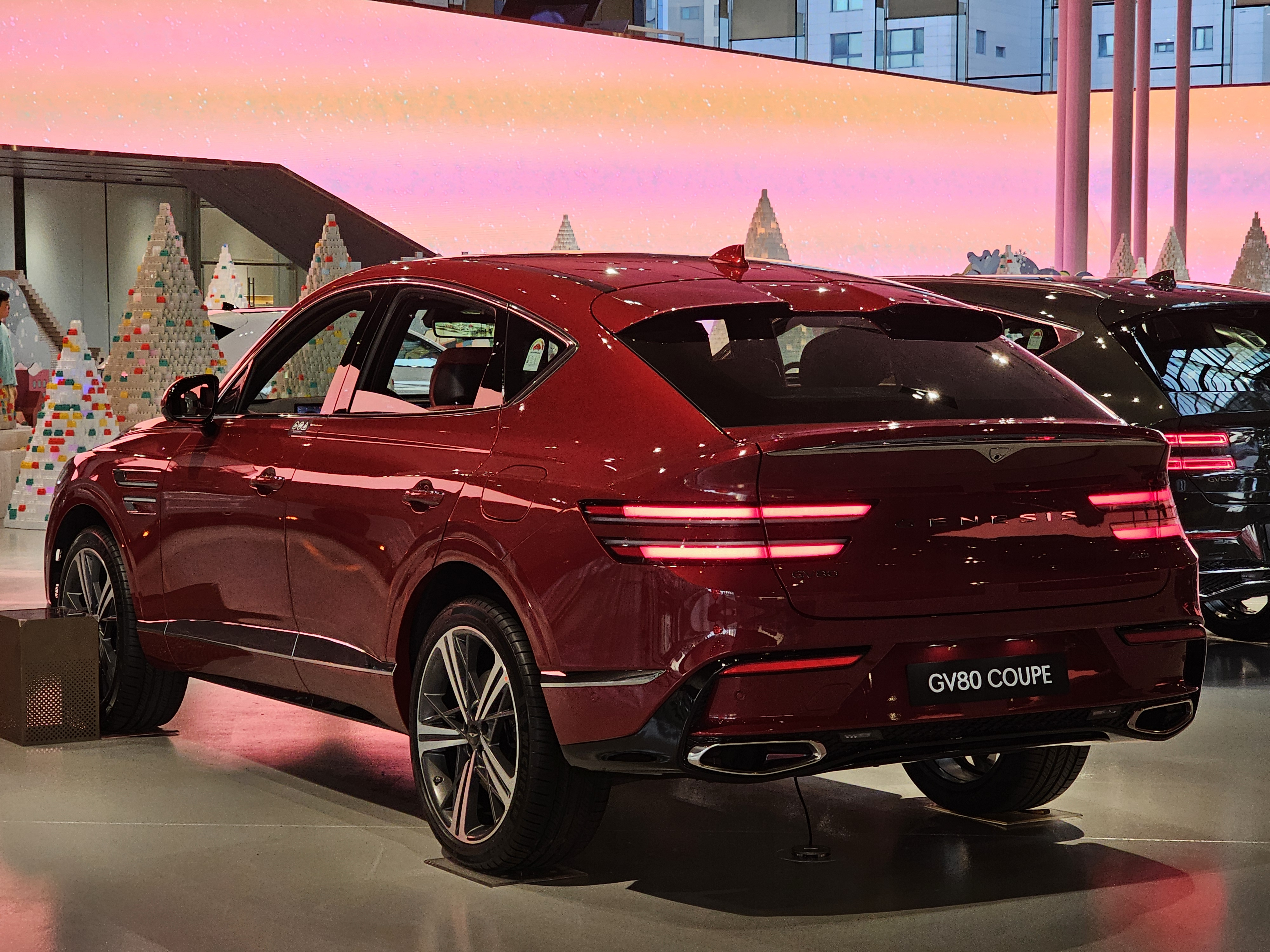
Вид сзади
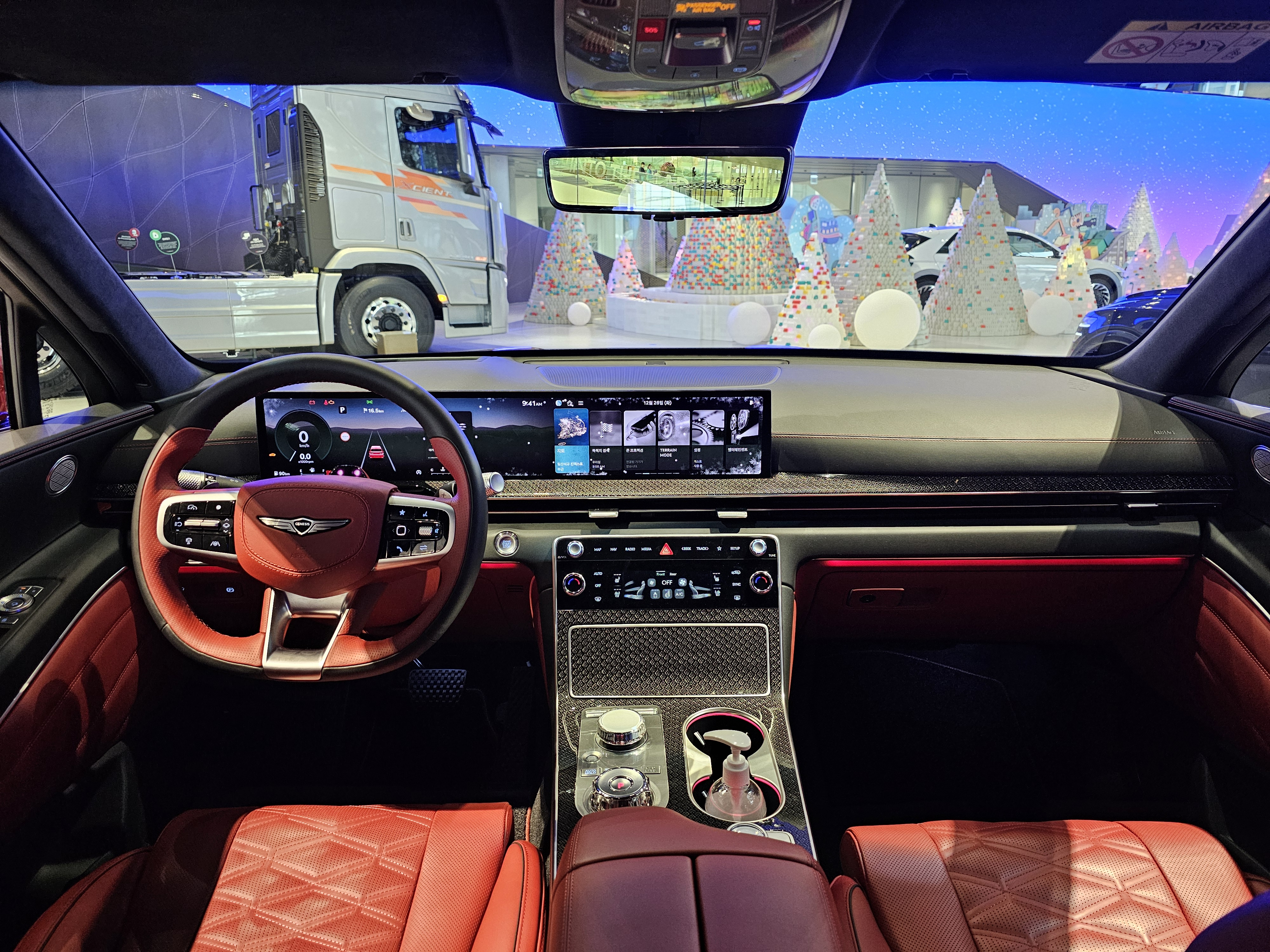
Интерьер

## Проблемы
В июне 2020 года Hyundai Motor приостановила поставки дизельного двигателя GV80, поскольку компания обнаружила проблемы с вибрацией двигателя из-за накопления углерода. В сентябре 2020 года Hyundai Motor отозвала 8783 автомобиля GV80 из-за остановки двигателя. С момента выпуска автомобиля в январе было зарегистрировано восемь отзывов, четыре из которых касались двигателя.

## Двигатели
| Модель                       | Годы производства      | Трансмиссия  | Мощность при об/мин                 | Крутящий момент при об/мин   | Разгон 0–100 км/ч (0–62 миль/ч) (официально) | Максимальная скорость |
| Бензиновые                   | Бензиновые             | Бензиновые   | Бензиновые                          | Бензиновые                   | Бензиновые                                   | Бензиновые            |
| ---------------------------- | ---------------------- | ------------ | ----------------------------------- | ---------------------------- | -------------------------------------------- | --------------------- |
| Smartstream G2.5 T-GDi       | 2020 — настоящее время | 8-скор. АКПП | 224 кВт (304 л. с.) при 5800 об/мин | 422 Н⋅м при 1650—4000 об/мин | 6,9—7,7 сек.                                 | 237 км/ч              |
| Smartstream G3.5 T-GDi       | 2020 — настоящее время | 8-скор. АКПП | 279 кВт (380 л. с.) при 5800 об/мин | 530 Н⋅м при 1300—4500 об/мин | 5,5 сек.                                     | 240 км/ч              |
| Smartstream G3.5 T-GDi e-S/C | 2023 — настоящее время | 8-скор. АКПП | 305 кВт (415 л. с.) при 5800 об/мин | 549 Н⋅м при 1300—4500 об/мин |                                              |                       |
| Дизельные                    |                        |              |                                     |                              |                                              |                       |
| Smartstream D3.0 CRDi        | 2020—2022              | 8-скор. АКПП | 204 кВт (278 л. с.) при 3800 об/мин | 588 Н⋅м при 1500—3000 об/мин | 6,8—7,5 сек.                                 | 230 км/ч              |
| Smartstream D3.0 CRDi        | 2022—2023              | 8-скор. АКПП | 201 кВт (273 л. с.) при 3800 об/мин | 588 Н⋅м при 1500—3000 об/мин | 6,8—7,5 сек.                                 | 230 км/ч              |

## Продажи
| Год  | Южная Корея | США    | Канада | Всего  |
| ---- | ----------- | ------ | ------ | ------ |
| 2020 | 34,217      | 1,517  | 276    | 43,158 |
| 2021 | 24,591      | 20,316 | 1,553  | 48,072 |
| 2022 | 23,439      | 17,521 |        | 46,300 |